# Andreas Sönnichsen
Andreas Christian Sönnichsen (* 1957 in Hamburg) ist ein deutscher Wissenschaftler, Arzt, Autor und Politiker (dieBasis, MFG–Österreich Menschen – Freiheit – Grundrechte). Von Ende März 2019 bis zu seinem Rücktritt, im Kontext der Meinungsverschiedenheiten in Bezug auf Eindämmungsmaßnahmen zur COVID-19-Pandemie am 11. Januar 2021, war er Vorsitzender des Deutschen Netzwerks Evidenzbasierte Medizin (DNEbM).

## Leben, Ausbildung und Beruf
Sönnichsen studierte von 1979 bis 1986 Humanmedizin an der Illinois Wesleyan University, Bloomington, Illinois, und der Ludwig-Maximilians-Universität München, gefolgt von der klinischen Ausbildung am Klinikum Großhadern, München, am Zentralkrankenhaus Gauting und am Krankenhaus Weilheim von 1986 bis 1997. 1986 wurde Andreas Sönnichsen in München zum Doktor der Medizin promoviert. Er erhielt seine Anerkennung als Facharzt für Innere Medizin 1996, und als Facharzt für Allgemeinmedizin 2007. Seit 1997 ist er als Facharzt für Innere Medizin und Hausarzt tätig. Von 2004 bis 2006 arbeitete er zusätzlich als wissenschaftlicher Mitarbeiter in der Abteilung für Allgemeinmedizin, Präventive und Rehabilitative Medizin der Universität Marburg.
Von 2006 bis 2012 war Andreas Sönnichsen Vorstand des Instituts für Allgemein-, Familien- und Präventivmedizin der Paracelsus Medizinische Privatuniversität und danach ab 2012 Vorstand des Instituts für Allgemeinmedizin und Familienmedizin der Universität Witten/Herdecke. Zum Oktober 2018 wurde er auf die Professur für Allgemeinmedizin mit Leitung der Abteilung für Allgemein- und Familienmedizin, Zentrum für Public Health an der Medizinischen Universität Wien berufen, welche er bis zum 1. März 2022 innehatte.
2024 wurde er Mitglied im Bundesvorstand der Partei MFG–Österreich Menschen – Freiheit – Grundrechte (MFG).

## Kontroversen im Zuge der COVID-19-Pandemie

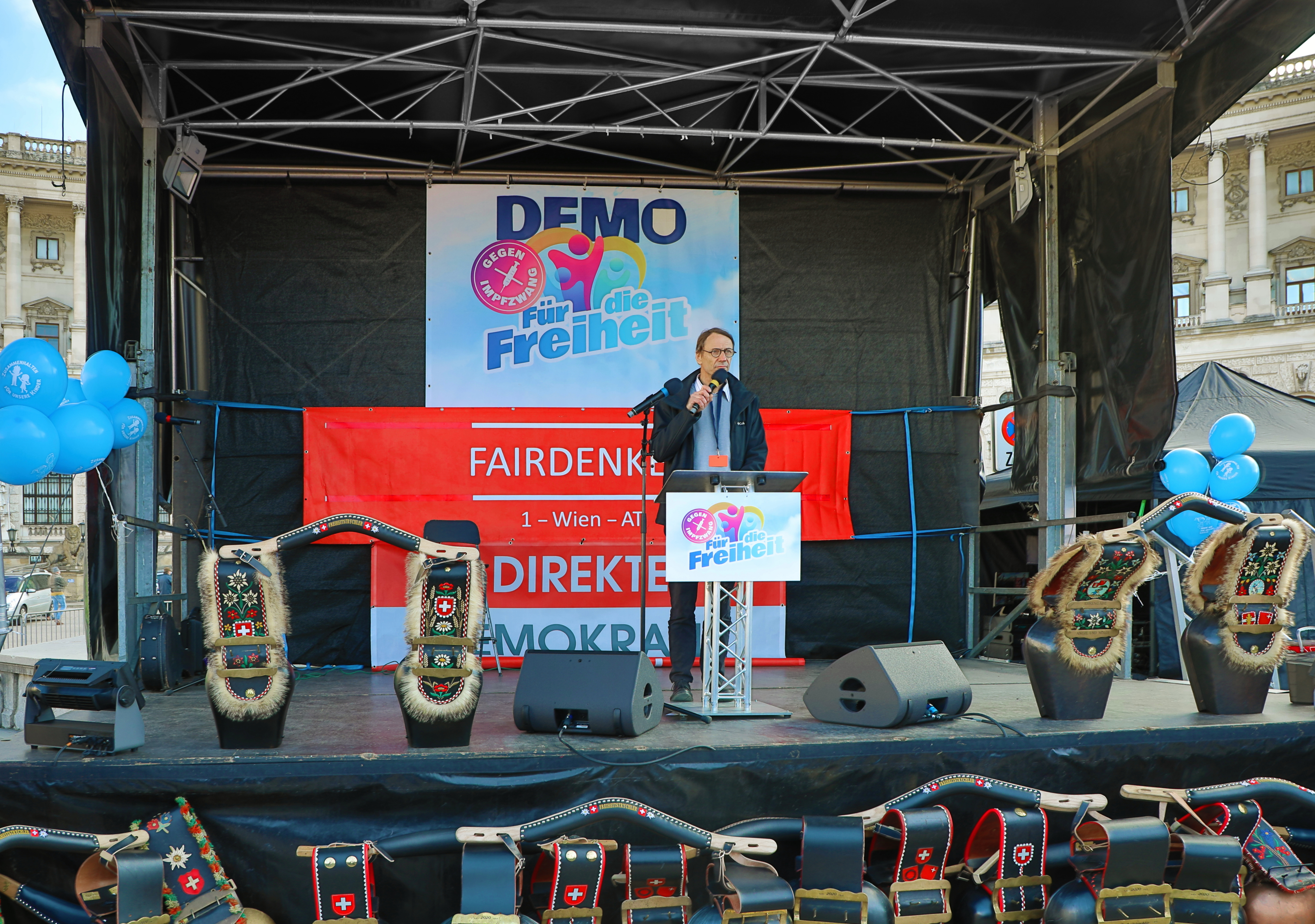
Sönnichsen als Redner bei einer Demonstration gegen die allgemeine Corona-Impfpflicht am 15. Jän. 2022

Im März 2020 veröffentlichte er als Vorsitzender des Deutschen Netzwerks Evidenzbasierte Medizin eine kritische Stellungnahme zu den Corona-Maßnahmen mit der Frage „Wo ist die Evidenz“. Anfang Oktober 2020 forderte er als Privatperson zusammen mit anderen Medizinern der Initiative für evidenzbasierte Corona-Information wie Christian Schubert und Martin Haditsch ein Ende der COVID-19-Maßnahmen. Die Medizinische Universität Wien distanzierte sich bereits im April 2020 von „Aussagen, die ausschließlich die persönliche Meinung von Andreas Sönnichsen widerspiegeln und keineswegs der offiziellen Haltung der Universität in dieser Thematik entsprechen“. Nachdem Sönnichsen im Januar 2021 seine Ansichten zum Thema Corona öffentlich erneut äußerte, distanzierte sich die Medizinische Universität Wien erneut von seinen Ansichten. Sönnichsen sei weder Experte auf dem Gebiet der Biologie, Diagnose oder Therapie von Viruserkrankungen noch Leiter einer Organisationseinheit oder „Vorstand“ an der Universität. Mitte Dezember 2021 kündigte die Medizinische Universität Wien Andreas Sönnichsen als Leiter der Abteilung für Allgemein- und Familienmedizin am Zentrum für Public Health, weil dieser angeblich die COVID-19-Maßnahmen nicht eingehalten und andere zur Nichteinhaltung aufgefordert habe. Er wurde mit sofortiger Wirkung dienstfrei gestellt. Sönnichsen klagte erfolgreich gegen die behaupteten Vorwürfe und die Kündigung vor dem Arbeitsgericht Wien.
Sönnichsen war früher Mitglied der österreichischen Redaktion des Arzneimittelbriefs und bis zu seinem Rücktritt am 18. Januar 2021 Mitherausgeber der Zeitschrift für Allgemeinmedizin (ZFA). Er trat aus der ZFA zurück, nachdem sich die anderen Mitglieder der Herausgeberschaft öffentlich von Sönnichsens Aussagen zur COVID-19-Pandemie distanzierten.
Im Deutschen Netzwerks Evidenzbasierte Medizin war Sönnichsen seit 2008 Mitglied und ab 2019 Vorsitzender.
Zur Bundestagswahl 2021 trat Sönnichsen als Direktkandidat der 2020 gegründeten Partei dieBasis im Wahlkreis München-Nord an und stand auf der Landesliste Bayern auf Platz 1. Am 21. Dezember 2021 trat Sönnichsen als Kritiker der Pandemiemaßnahmen und Impfkampagnen mit Herbert Kickl auf einer Pressekonferenz der FPÖ auf.
Während der COVID-19-Pandemie stellte Sönnichsen „vorläufige Impfunfähigkeitsbescheinungen“ aus. Die daraufhin erhobenen Vorwürfe blieben allerdings in mehreren Instanzen erfolglos.
Gemäß Tiroler Tageszeitung vom 12. Dezember 2021 war Andreas Sönnichsen Initiator eines Briefes an die Österreichische Ärztekammer, mit dem deren Präsident, Thomas Szekeres, wegen seiner Einstellung zur Impfpflicht und zum Umgang mit COVID-19 in Österreich zum Rücktritt aufgefordert wurde. Dieser Brief wurde von 200 Ärzten in Österreich unterzeichnet. Einige der Unterzeichner, die auch Schulärzte waren, wurden daraufhin beurlaubt, gekündigt bzw. wurde angekündigt, dass deren Verträge nicht verlängert werden. Laut einem Faktencheck der Österreichischen Ärztekammer sowie einer Eigenanalyse der Zeit im Bild seien wesentliche Aussagen jedoch Falschinformationen:

„Effekte der Booster-Impfung seien allenfalls marginal und würden sicher am Verlauf der Pandemie insgesamt nichts ändern. Auch hierzu wird eine Studie aus dem „New England Journal of Medicine“ zitiert. Das ist falsch. Das Resultat ebendieser Studie zum Impfstoff Comirnaty lautet: „Wir fanden heraus, dass bei jenen, die einen Booster mit BNT162b2 erhielten, die Raten der bestätigten Covid-19-Fälle und der schweren Erkrankungen substanziell niedriger waren.““

Die 200 Unterzeichner des Briefes an Szekeres antworteten in einer Gegendarstellung.

## Werke
- (mit Christian Jassoy, Jens-Karl Eilers:) Wissenschaftskompetenz in der Medizin. Thieme, Stuttgart 2022, ISBN 978-3-13-243209-3.
- Die Angst- und Lügenpandemie. Ein Beitrag zur Aufarbeitung der Coronakrise. Books on Demand, Norderstedt 2023, ISBN 978-3-7392-0514-4.
- EbM-Guidelines: Evidenzbasierte Medizin für Praxis & Klinik, (Herausgeber), Deutscher Ärzteverlag, 2018, ISBN 978-3-7691-1313-6
- Das zweite StEx: Basiswissen Klinische Medizin für Examen und Praxis, (Herausgeber, mit Mark Buchta & Dirk W. Höper), Springer-Lehrbuch 2004, ISBN 978-3-540-20351-3.